# Neil Aspinall
Neil Stanley Aspinall, född 13 oktober 1941 i Prestatyn i Denbighshire i Wales, död 24 mars 2008 i New York, var under The Beatles tidiga år personlig assistent och turnémanager åt bandet.
Han var under de 40 sista åren i livet chef för The Beatles skivbolag Apple Records. Under 1990-talet medverkade han i stor omfattning i projektet The Beatles Anthology, en 6 timmar lång tv-serie och DVD-box. Han brukade kallas för "den femte beatlen" av många, eftersom han stod så nära bandet under en lång tid.

## Karriär
Neil Aspinalls föräldrar var från Liverpool men han föddes i norra Wales dit hans mor evakuerats under kriget. Hon återvände dock till Liverpool 1943. Aspinall blev klasskamrat med Paul McCartney på Liverpool Institute och kom även att umgås med George Harrison på skolan. Senare kom även John Lennon in i gänget sedan Paul och George gått med i dennes grupp The Quarry Men. Aspinall tog examen juli 1959 och studerade redovisning, vilket han kom att arbeta med under ett par år.
Neil Aspinall hyrde ett rum i det hus där Mona Bests klubb Casbah låg, ett ställe där det blivande Beatles spelade när klubben invigdes 29 augusti 1959. Aspinall blev även god vän med Pete Best, som snart blev trummis i Beatles.
I februari 1961 anställde man Neil Aspinall som roadie då man behövde någon som kunde köra gruppen mellan de många konserterna. Aspinall inhandlade en van för 80 pund och tog 5 shilling per körning och man. Sommaren 1962 gick det så bra för Beatles att Aspinall sade upp sig på sitt jobb eftersom han tjänade mer på att köra gruppen än vad han tjänade på kontoret. 1963 fick Aspinall hjälp av Mal Evans och kunde koncentrera sig på att bli något av en allt i allo för gruppen och hjälpa dem med vad de kunde tänkas behöva.
Neil Aspinall blev rasande då hans gode vän Pete Best sparkades ur gruppen och var beredd säga upp sig men Best uppmanade honom att inte göra det. Han fick emellertid aldrig någon förklaring från de övriga medlemmarna om varför Best sparkats när han frågade.
Med tiden kom Neil Aspinall att få göra alla möjliga märkliga saker åt gruppen. Exempelvis var han stand-in för George Harrison då man förberedde första framträdandet i The Ed Sullivan Show i USA i februari 1964, samtidigt som denne låg till sängs med hög feber. Aspinall fick leta fram alla ansikten som behövdes till Sgt. Pepper's Lonely Hearts Club Band och det var även han som föreslog man skulle spela in en repris av titelspåret mot slutet av skivan. Även när Beatles slutat turnera körde Aspinall dem alltid hem från studion eller till andra ställen de kunde tänkas besöka.
Efter Brian Epsteins död blev Neil Aspinall av gruppen ombedd att bli en slags VD för Apple Records, som man grundade våren 1968. Aspinall uppgav senare att han kände sig låst i sin roll som VD då han hellre sett Beatles spela in men han fördrev tiden med att äta och dricka kopiöst (som notorna visade) tillsammans med Peter Brown. Allen Klein avsatte honom som VD men återinsatte honom senare. Aspinall hade den otacksamma uppgiften att försöka nysta upp den röra som Apple blev och även leda de juridiska tvisterna med Klein under 1970-talet. Aspinall förde även en tvist med dataföretaget Apple Inc. angående varuintrång.
Under 1990-talet ansvarade han för serien Anthology som utkom i tre volymer. Han såg under alla år till att ta tillvara de före detta Beatlarnas intressen och hade fortlöpande dialog med samtliga. Även efter Lennons och Harrisons död har han tagit tillvara dödsboens intressen.
Den 10 april 2007 avgick Aspinall som VD efter närmare 40 år i rollen och exakt 37 år efter att Beatles splittrades. Han blev mycket prisad för sina gärningar av i synnerhet McCartney, hans äldste vän i gruppen.
Neil Aspinall avled i lungcancer i New York den 24 mars 2008, 66 år gammal.